# 帕尔梅拉-杜斯印第乌斯
帕尔梅拉-杜斯印第乌斯是巴西阿拉戈斯州的一个市镇。总面积460.61平方公里，总人口72564人，人口密度157.5人/平方公里。